# Staffan Oldsberg
Staffan Niklas Oldsberg, född 13 december 1968, är en svensk före detta TV-programledare.

## TV-karriär
Under slutet av 1990-talet ledde Oldsberg TV-programmen Stjärnkampen, Ett härligt liv och Roliga timmen i TV3. Han har även medverkat i programmen Rena rama sanningen och Blåsningen under 1990-talet. Hösten 2024 medverkade han i SVT-dokumentären Oldsberg – en gränslös gigant, som handlade om Oldsbergs far Ingvar Oldsberg, som också var programledare i TV.